# Romtrans
Romtrans S.A. a fost înființată în anul 1952, iar de atunci a reușit  să devină o companie emblematică în domeniul transportului și expediției de mărfuri din România, devenind membru FIATA din 1974. Peste 99% din titlurile Romtrans S.A., deținute de peste 1.000 de acționari, au fost cumpărate la sfârșitul lui 2008 de DB Schenker, divizia de transport și logistică a Deutsche Bahn, cea mai mare companie de căi ferate din Europa.
Număr de angajați în 2005: 1.840 
Cifra de afaceri în 2007: 78 milioane euro 